# Barthélemy Prosper Enfantin
Barthélemy Prosper Enfantin, ofte kaldet le père Enfantin, (født 8. februar 1796 i Paris, død 31. august 1864) var en fransk socialistisk agitator.
1814 deltog han, dengang elev af den polytekniske skole, med hæder i Paris' forsvar. Senere var han handelsrejsende, indtil han 1823 fik ansættelse i en bank i Paris, gennem hvis direktør Olinde Rodrigues han kom i berøring med den geniale socialistiske sektstifter Saint-Simon. Den let påvirkelige, fantasifulde og sværmeriske Enfantin var hurtig vundet for den aldrende verdensforbedrers ideer, og ved dennes død (9. maj 1825) fik Enfantin, sammen med Rodrigues, i opdrag at fortsætte hans værk. Med dette mål for øje udgav de 1825-26 bladet Le Producteur. Enfantins styrke lå i den mundtlige agitation. Han blev det nye sociale evangeliums profet. Som sådan udviklede han de i Saint-Simonismen nedlagte religiøse spirer til et hierarkisk system, der snart antog rent parodiske former. Nytårsaften 1829 blev Enfantin og Bazard af Rodrigues indsatte som den nye religions "øverste fædre". Sit program udviklede Enfantin navnlig i Doctrine de St-Simon. Exposition (2 bind, 1830). Den nye propaganda skød rask vækst og satte frugt blandt andet i en subskription på 80000 francs, der stilledes til ledernes disposition for dermed 1829 at grundlægge dagbladet Le Globe. Journal de la religion de Saint-Simon. Men takket være Enfantins stadig mere sygelige fantasterier blandt andet om den ubundne kønskærlighed og indstiftelsen af en "Messiashustru" ved ypperstepræstens side, udbrød der splid inden for partiet. Den mere nøgterne Bazard, Saint-Simonismens rationalistiske and, skilte sig ud (november 1831), hvorefter Enfantin og Rodrigues en tid kæmpede om værdigheden som pére suprême. Til disse stridigheder kom pengevanskeligheder, og da Enfantin også overtrådte lovene angående forsamlingsfriheden, skred politiet ind og opløste samfundet. Enfantin trak sig nu tilbage, sammen med 40 "apostle", til sin ejendom Ménilmontant uden for Paris. Det varede imidlertid ikke længe, før politiet atter fik anledning til at blande sig ind, og Enfantin tillige med flere af hans tilhængere blev idømte fængselsstraffe og bøder. Saint-Simonismens saga var dermed brat afsluttet. Efter kort tids indespærring blev Enfantin benådet og rejste til Ægypten, hvor han blandt andet var beskæftiget med planen til en Suez-kanal. I 1841 blev han medlem af en kommission til undersøgelse af Algiers kolonisation. De sidste 20 år af sit liv indehavde han højere stillinger som jernbaneadministrator. Sine ideer blev han tro til det sidste. 1848-50 udgav han, sammen med Charles Duveyrier, bladet Le Crédit og skrev desuden Science de l'homme, Philosophie religieuse (1859), La vie éternelle, passée, présente, future (1861) og det posthume Le crédit intellectuel (1866). På hans dødsbos bekostning blev der udgivet en samlet udgave af Saint-Simons, Enfantins egne og Bazards skrifter, der udkom i 47 bind (1865-78).

## Eksterne henvisaninger
- Wikimedia Commons har flere filer relateret til Barthélemy Prosper Enfantin